# Kartjärnen
Kartjärnen är en sjö i Hedemora kommun i Dalarna och ingår i Dalälvens huvudavrinningsområde. Sjön har en area på 0,0819 kvadratkilometer och ligger 155,4 meter över havet.

## Delavrinningsområde
Kartjärnen ingår i det delavrinningsområde (668511-150063) som SMHI kallar för Utloppet av Vikmanshyttesjön. Medelhöjden är 173 meter över havet och ytan är 10,89 kvadratkilometer. Det finns ett avrinningsområde uppströms, och räknas det in blir den ackumulerade arean 20,95 kvadratkilometer. Broån som avvattnar avrinningsområdet har biflödesordning 2, vilket innebär att vattnet flödar genom totalt 2 vattendrag innan det når havet efter 160 kilometer. Avrinningsområdet består mestadels av skog (70 procent). Avrinningsområdet har 1,35 kvadratkilometer vattenytor vilket ger det en sjöprocent på 12,4 procent. Bebyggelsen i området täcker en yta av 0,15 kvadratkilometer eller 1 procent av avrinningsområdet.